# バキリ・ムルジ
エルソン・バキリ・ムルジ（Elson Bakili Muluzi、1943年3月17日 - ）は、マラウイ共和国の政治家。1994年から2004年まで同国大統領。

## 来歴
1994年5月、マラウイ初の複数政党による大統領選挙でムルジは47.2%の票を獲得し、独立以来の指導者であったヘイスティングズ・カムズ・バンダ破って大統領に当選する。また同時に行われた総選挙でも、ムルジが率いる統一民主戦線（UDF）が勝利を収めた。その後、1999年6月の大統領選挙でも52.4%の票を得てグアンダ・チャクアンバらを退け、再選を果たした。
2期目半ばの2002年、3選禁止を謳っている憲法を修正し自らの3選を可能とする憲法改正を提案するが、これに反発するデモが発生したため提案は通らなかった。2004年5月、2期10年の大統領の任期を終えて退任。後任には同じUDFのビング・ワ・ムタリカが当選した。
ムルジは、バンダが政府を去った後、UDFを率いるとともに民主主義の代弁者となった。しかし、ムルジの大統領としての日々は、論争とスキャンダルに費やされた日々でもあった。特に、国中に飢饉をもたらした旱魃が始まる直前に、他国へトウモロコシの備蓄を売却していたことが問題となった。国際的な圧力にもかかわらず、マラウイの備蓄食料の販売による数百万ドルの利益は戻されなかった。これが結果として外貨となり、ムルジとその支持者の元に入ったと広く疑われることとなった。
それでもなお、ムルジは南部を中心に広く人望を集めた大統領であった。2005年2月に後継大統領であるムタリカがUDFを去り民主進歩党（DPP）を旗揚げした後も、ムルジはUDFの党首として残っている2005年4月、ムルジはムタリカを後継者として指名したこと、国に彼を負わせたことについて国に謝罪した。。
2006年7月27日、ムルジは詐欺と不正告発で逮捕されたが、その日のうちに保釈されている。2007年3月初旬、UDFの有力者たちがこぞって2009年に予定されている大統領選挙に推す動きを見せ、党も3月11日までに立候補の有無を宣言するよう求めた。当日、ムルジは大統領選挙の候補者として党の指名を求める旨を発表した。憲法の規定は再選を2期までとするものであって、一度大統領から退いたものが再び選ばれることを妨げるものではないと判断したからであった。なお、この「連続して」という言葉を憲法から削除する提案もあがっている。